# Ronald Levy
Ronald Levy (* 6. Dezember 1941 in Carmel-by-the-Sea) ist ein US-amerikanischer Onkologe (Krebsspezialist).
Levy studierte an der Harvard University (Bachelor-Abschluss 1963) und der Stanford University, wo er 1968 seinen M.D. erwarb. Ab 1968 hatte er eine Internship und danach Residency am Massachusetts General Hospital. 1970 wechselte er als Forscher in die immunologische Abteilung des National Cancer Institute und ab 1972 war er wieder an der Stanford University in der Abteilung Onkologie. 1975 wurde er dort Assistant Professor, 1981 Associate Professor, 1987 Professor und ab 1993 Leiter der Onkologie der Stanford Medical School. Zurzeit ist er dort Robert K. und Helen K. Summy Professor.
Levy war ab etwa 1980 der erste, der erfolgreich maligne Lymphome mit monoklonalen Antikörpern behandelte. Er war auf diesem Gebiet an der Entwicklung des Krebsmedikaments Rituxan beteiligt, das 1997 in den USA zugelassen wurde.
Er gewann 1982 den Armand Hammer Award für Krebsforschung, 1999 den Kanofsky Award der American Society of Clinical Oncology und 1990 den Dr. Josef Steiner Krebsforschungspreis. 1999 erhielt er den Kettering-Preis, 2000 die Medal of Honor der American Cancer Society und 2009 den König-Faisal-Preis. 2008 wurde Levy in die National Academy of Sciences gewählt. 